# サープコビアン
| 累代        | 代     | 紀           | 基底年代 Mya |
| ----------- | ------ | ------------ | ------------ |
| 顕生代      | 新生代 | 第四紀       | 2.58         |
| 顕生代      | 新生代 | 新第三紀     | 23.03        |
| 顕生代      | 新生代 | 古第三紀     | 66           |
| 顕生代      | 中生代 | 白亜紀       | 145          |
| 顕生代      | 中生代 | ジュラ紀     | 201.3        |
| 顕生代      | 中生代 | 三畳紀       | 251.902      |
| 顕生代      | 古生代 | ペルム紀     | 298.9        |
| 顕生代      | 古生代 | 石炭紀       | 358.9        |
| 顕生代      | 古生代 | デボン紀     | 419.2        |
| 顕生代      | 古生代 | シルル紀     | 443.8        |
| 顕生代      | 古生代 | オルドビス紀 | 485.4        |
| 顕生代      | 古生代 | カンブリア紀 | 541          |
| 原生代      | 原生代 | 原生代       | 2500         |
| 太古代      | 太古代 | 太古代       | 4000         |
| 冥王代      | 冥王代 | 冥王代       | 4600         |
| 1. 2. 3. 4. |        |              |              |

サープコビアン（英: Serpukhovian）は、国際層序委員会によって定められた地質学用語である、地質時代名の一つ。3億3090万年前（誤差20万年）から3億2320万年前（誤差40万年）にあたる、石炭紀ミシシッピアン亜紀（前期石炭紀）を三分した後期である。前の期は前期石炭紀を三分した中期ビゼーアン、続く期は石炭紀ペンシルバニアン亜紀（後期石炭紀）を三分した前期バシキーリアン。名前は模式地であるロシアのモスクワ州セルプホフに由来する。サープクホリアンとも。

## 層序
サープコビアン階は1890年にロシアの層序学者セルゲイ・ニキーチンが提唱し、1974年にヨーロッパロシアの公式な層序に導入された。
サープコビアンの基底はコノドントの種 Lochriea crusiformis の初出現である。2020年4月現在でサープコビアンの国際標準模式層断面及び地点(GSSP)は定められていない。サープコビアン階の最上部、すなわちバシキーリアンの基底はコノドントの種 Declinognathodus nodiliferus の初出現である。また、バシキーリアンの基底はサープコビアン階中の有孔虫 Globivalvulina bulloides の初出現、アンモナイトのホモセラス属のジェノゾーン、同じくアンモナイトの Isohomoceras subglobosum のバイオゾーンの僅かに上に位置する。
ロシアの層序ではサープコビアンは3つの亜階に区分されており、下からTarusian、Steshevian、Protvianで、セプルホフの近くの地名（タルーサと）にちなんで命名された。イギリスの層序ではサープコビアン (lower Namurian) には3つの亜階があり、下からPendleian、Arnsbergian、Chokierianである。

## 環境
タイ王国ナコーンサワン県のカオクワン台地に分布するの硫酸塩岩の堆積層は、硫黄とストロンチウムの同位体比が約3億2600万年前の海水と一致し、この頃に形成が始まったことが示唆されている。サープコビアン期にラグーンや大陸棚で海水から元となる石膏が析出したと推測されている。
日本の山口県美祢市に分布する秋吉帯の海洋島起源の石灰岩では、サープコビアンにおける礁中核のP2O5の含有量は高くなく、前の期のビゼーアンや後期石炭紀後期のグゼリアンと同程度で平均的であった。このリン酸塩の含有量は海中栄養塩量と相関があり、後の期であるバシキーリアンやモスコビアンほど富栄養化が進んでいなかったことを意味する。
ビゼーアンからバシキーリアンにかけてゴンドワナ大陸でゴンドワナ氷床が拡大して世界規模の寒冷化（ゴンドワナ氷室気候）が始まったとする意見が多いが、秋吉帯など後の日本となる海域はまだ温暖であった。当時の秋吉帯では外肛動物（コケムシ）や四放サンゴが主に造礁生物群集を構成していた。